# Новий цвинтар Святого Іоанна
Новий цвинтар Святого Іоанна (нім. Neuer Johannisfriedhof) — нині не існуючий історичний цвинтар, що розташовувався в німецькому місті Лейпциг у федеральній землі Саксонія. Розбитий у 1846 році, він був другим загальноміським цвинтарем і використовувався аж до 1950 року. З 1983 року на його території розташовується парк Миру.

## Опис
Новий цвинтар св. Іоанна розташовувалося приблизно за 1,5 км на південний схід від історичного центру міста, являючи собою протяжний з півночі на південь прямокутник розмірами 610 на 290 м, і мав площу 19 га. Некрополь мав у своєму розпорядженні дев'ять відділень і був структурований строго перпендикулярним чином. При цьому частина ділянок була обмежена стінами, що дозволяли спорудження репрезентативних фамільних склепів. Головний вхід знаходився на північній стороні на спеціально прокладеній від площі нім. Ostplatz вулиці нім. Vor dem Hospitaltore, і був оформлений подвійним порталом, по обидва боки від якого розташовувалися цвинтарне управління і житловий будинок наглядача. Центральна широка алея перетинала всю територію цвинтаря, виходячи до розташованої в південній частині цвинтаря капелі, збудованої в стилі італійського Відродження на зразок церкви Санта Фоска на венеціанському острові Торчелло. Спочатку майже позбавлене будь-якої рослинності, цвинтар св. Іоанна завдяки планомірному висаджуванню лип і каштанів набув незабаром паркового характеру, ставши улюбленим місцем поховання міської еліти.

## Історія
У зв'язку зі стрімким зростанням міста на початку XIX століття старе міське кладовище при церкві св. Іоанна виявилося недостатнім. Незважаючи на бажання облаштувати нове місце поховання на північ від центру міста, через складнощі у придбанні земельних наділів, міська рада у 1840 році зупинила свій вибір на великій ділянці за 500 м на південь від старого цвинтаря, розташованій уздовж однієї з в'їзних магістралей. Оформлене за зразком англійських паркових некрополів, Новий цвинтар був офіційно відкритий 28 вересня 1846 року, хоча ландшафтне оформлення ще не було завершено; перше поховання тут відбулося вже 1 жовтня того ж року.
Спочатку нове кладовище, що не мало власної похоронної капели, однак, не користувався популярністю, і виконував роль свого роду «розвантажувального» для середньовічного цвинтаря біля церкви св. Іоанна, де все ще продовжували проводити поховання. З іншого боку, перше відділення нового цвинтаря було заповнене вже через п'ять років, за чим аж до 1883 року відбувалося поступове розширення території. Нарешті, у 1881—1882 роках за проєктом Хуго Ліхта було збудовано репрезентативну капелю в італійському стилі з великими флігелями, де розмістилися інші підсобні приміщення. 1883 року з остаточним закриттям Старого цвинтаря св. Іоанна, новий некрополь отримав офіційну назву Нового цвинтаря св. Іоанна (до того, як правило, — Новий цвинтар).

Для полеглих у Німецькій та Франко-прусській війнах тут були створені особливі меморіали.

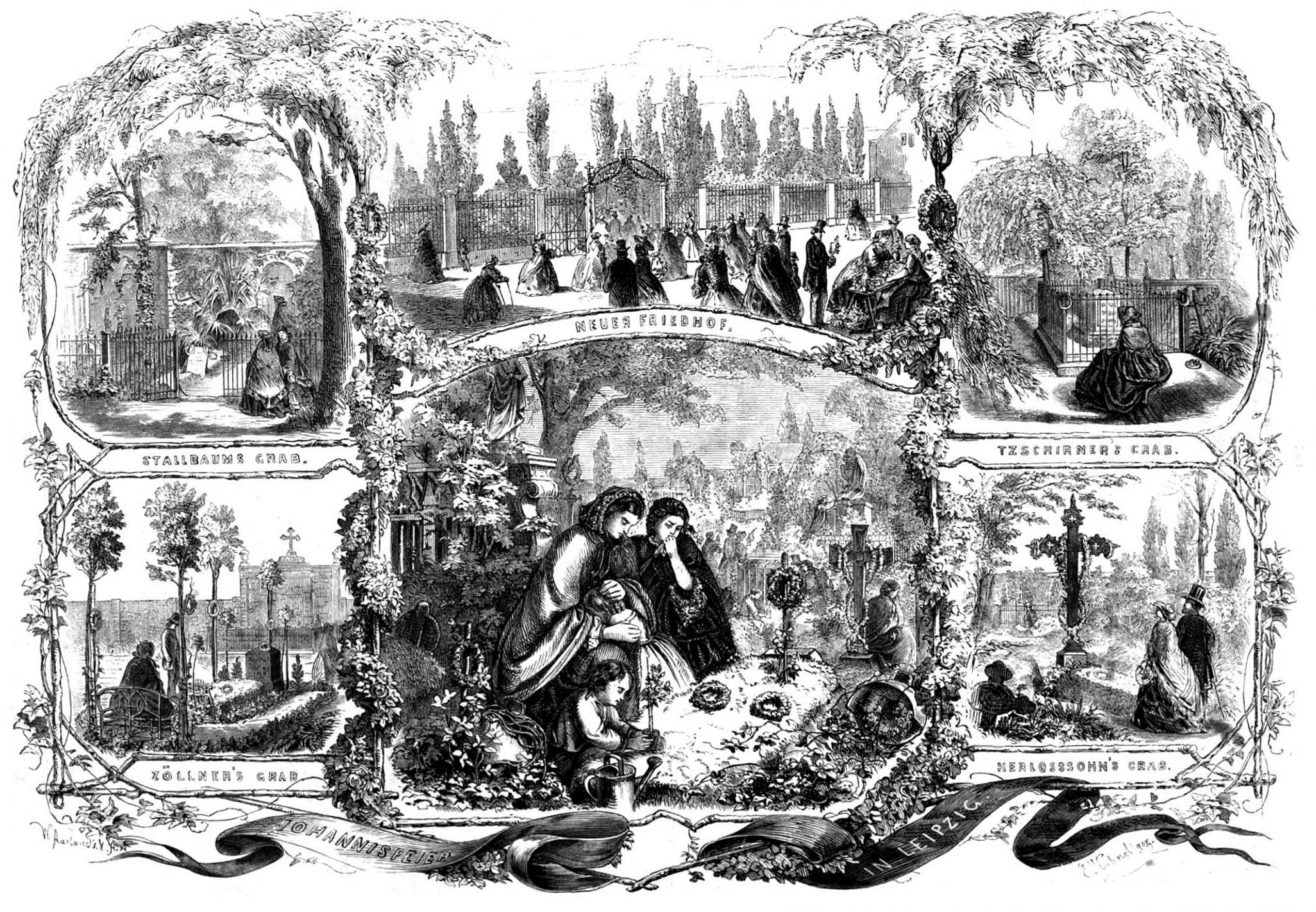
Зображення цвинтаря в журналі Gartenlaube № 26 (1861)
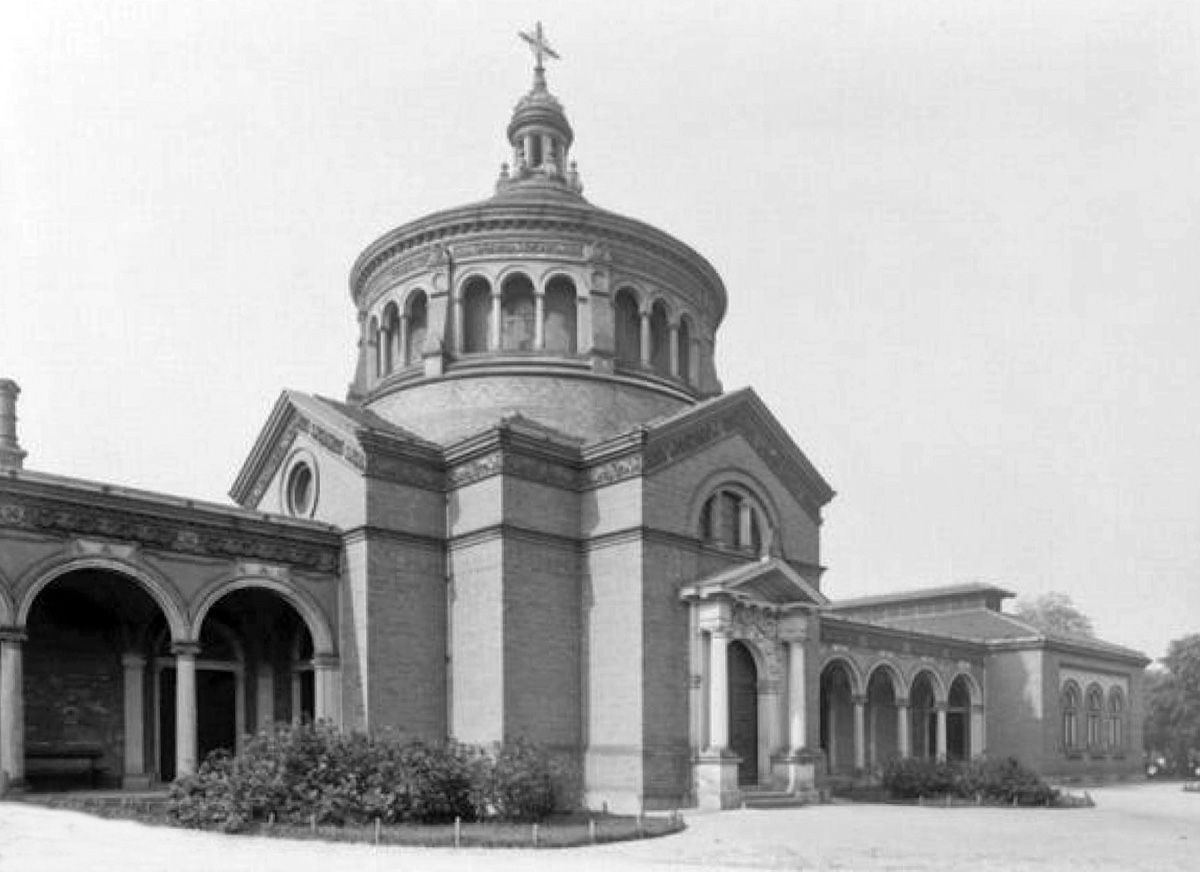
Будівля капели
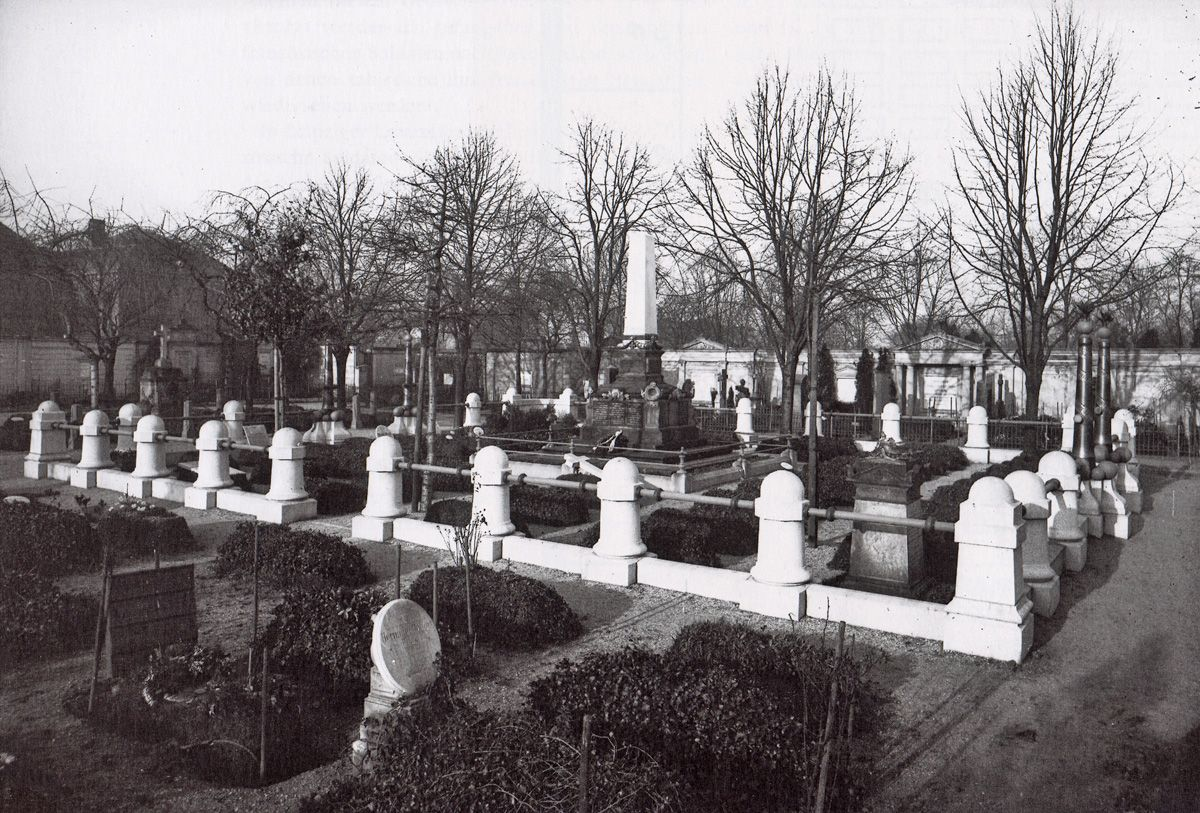
Німецький військовий меморіал
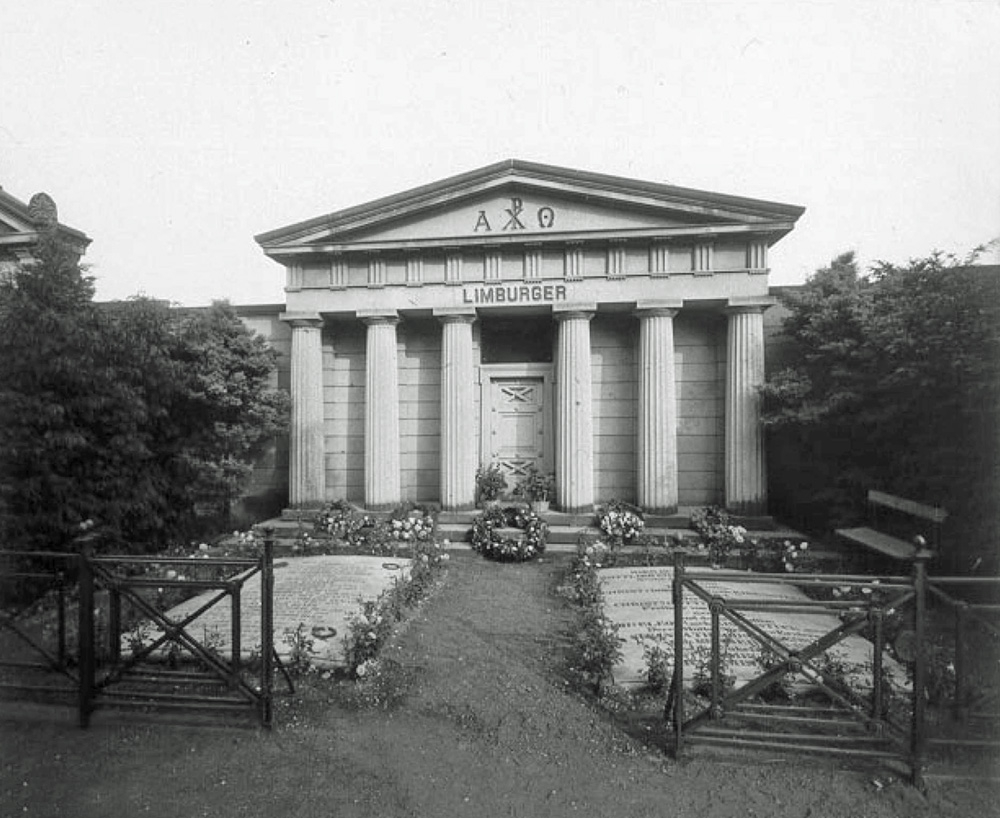
Склеп сім'ї Лімбургер
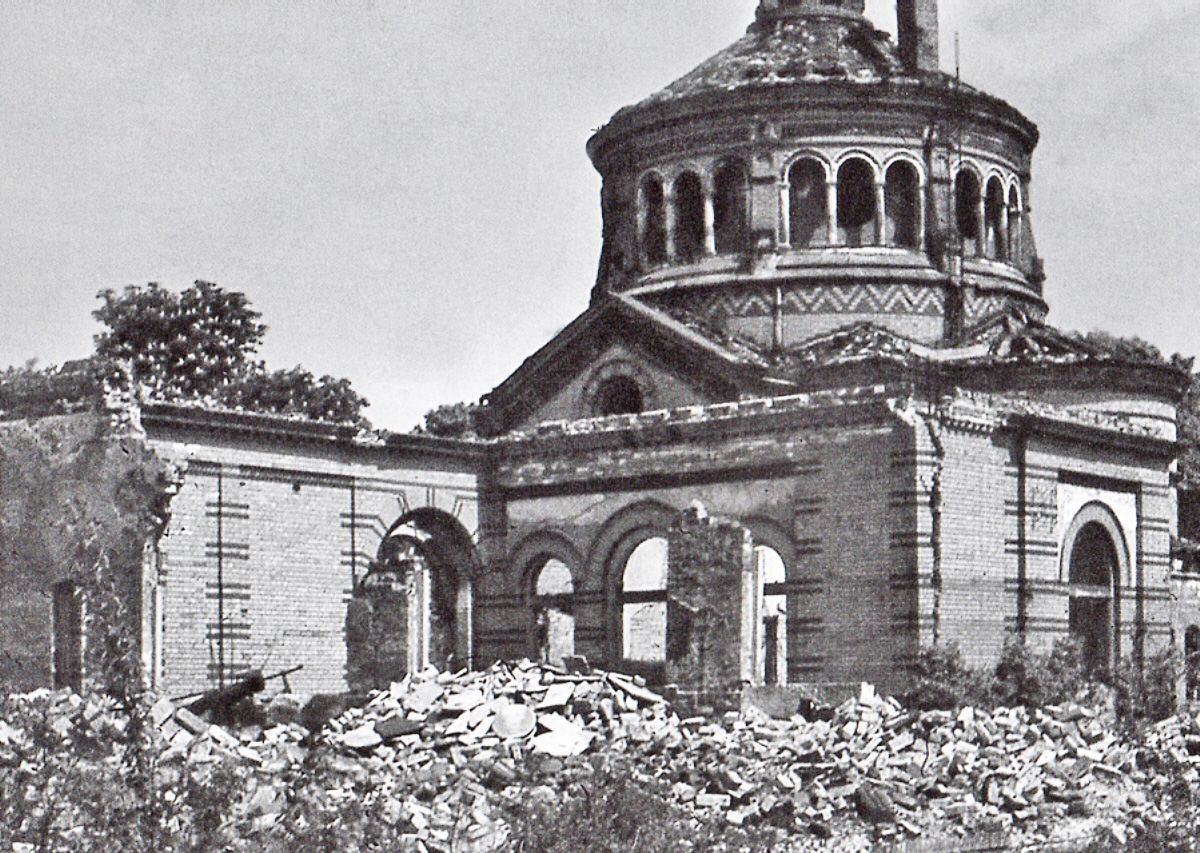
Пошкоджена у війні будівля капели

В результаті авіабомбардувань Лейпцига в 1943—1944 роках цвинтар зазнав серйозних ушкоджень, імовірно, через близькість університетського Фізичного інституту, де, на думку союзників, проводилися дослідницькі роботи зі збагачення урану; серед іншого, було зруйновано морг та поминальні приміщення, що прилягали до цвинтарної капели.
До середини XX століття цвинтар виявився повністю оточеним житловою та університетською забудовою, і 1950 року було ухвалено принципове рішення заборонити тут подальші поховання з метою облаштування міського парку. 1 січня 1970 року цвинтар було офіційно секуляризовано, слідом за чим із застосуванням важкої будівельної техніки почалося розчищення території, яке виразилося в систематичному знесенні та знищенні архітектурного оздоблення цвинтаря. Після масових протестів, які вказували на стирання культурної пам'яті міста, 120 надгробних пам'яток було демонтовано й тимчасово складовано на Старому кладовищі св. Іоанна, де згодом передбачалося їхнє встановлення у своєрідному лапідарії (відкрито у 1990-х роках).
У 1983 році на місці Нового цвинтаря св. Іоанна було відкрито Парк Миру.